# Croácia e o euro
A Croácia adotou o euro como moeda oficial em 1º de janeiro de 2023, tornando-se o vigésimo membro da zona do euro. Esta foi a primeira expansão da união monetária desde que a Lituânia aderiu em 2015. A taxa de conversão foi fixada em 1 euro = 7,53450 kuna.
A antiga moeda croata, a kuna, usava o euro (e antes disso um dos principais antecessores do euro, o marco alemão) como sua principal referência desde a sua criação em 1994, e de acordo com uma política de longa data do Banco Nacional da Croácia, o banco manteve a taxa de câmbio da kuna face ao euro num intervalo relativamente estável.
De acordo com a adesão da Croácia à União Europeia, deve usar o euro uma vez que cumpra os critérios de convergência com o euro. Antes da entrada da Croácia na União Europeia em 1º de julho de 2013, Boris Vujić, governador do Banco Nacional da Croácia, afirmou que gostaria de trocar a kuna pelo euro o mais rápido possível após a adesão. Isso deve ocorrer pelo menos dois anos após a adesão da Croácia ao MTC II (além de atender a outros critérios). A Croácia aderiu ao ERM II em 10 de julho de 2020. O primeiro-ministro Andrej Plenković declarou em novembro de 2020 que a Croácia pretende adotar o euro em 1º de janeiro de 2023 e o governo croata adotou um plano de ação para a adoção do euro no final de dezembro de 2020.
Muitas pequenas empresas na Croácia tinham dívidas denominadas em euros antes de ingressar na União Europeia. Os croatas já usam o euro para a maioria das poupanças e muitas transações informais. Os preços de imóveis, carros e acomodações são geralmente cotados em euros.
A Casa da Moeda da Croácia começou a produzir moedas de euro com motivos nacionais croatas em 18 de julho de 2022.

## opinião geral
A opinião pública croata pela utilização do euro.

## condição de convergência
Na primeira avaliação sob os critérios de convergência em maio de 2014, o país atendeu aos critérios de inflação e taxa de juros, mas não atendeu aos critérios fiscais, de adesão ao MTC e de conformidade legislativa. Relatórios de convergência subsequentes publicados em junho de 2016, maio de 2018 e junho de 2020 chegaram às mesmas conclusões. O relatório, publicado em junho de 2022, concluiu que a Croácia atendeu a todos os critérios para a adoção do euro.

## A evolução da transição para o euro
A adesão da Croácia à União Europeia obriga-a a aderir à zona euro uma vez que cumpra os critérios de convergência do euro. A entrada da Croácia na União Europeia foi aceita em 1º de julho de 2013, e Boris Vujić, governador do Banco Nacional da Croácia, afirmou que gostaria de trocar a kuna pelo euro o mais rápido possível após a adesão. Isso deveria ter acontecido pelo menos dois anos depois que a Croácia aderiu ao Mecanismo Europeu de Taxas de Câmbio (ERM II) (além de atender a outros critérios).
O Banco Nacional da Croácia esperava a adoção do euro dentro de dois ou três anos após a entrada na União Europeia. No entanto, a resposta da UE às crises financeiras na zona do euro atrasou a adoção do euro pela Croácia. A economia em contração do país também representou um desafio, pois atendeu aos critérios de convergência. Embora o governador do banco estivesse interessado em adotar o euro, ele declarou um mês antes do anúncio do governante croata de entrar na União Europeia que: "... não temos uma data (para ingressar na moeda única) no momento." O BCE esperava que a adesão da Croácia ao ERM II fosse aprovada no mínimo em 2016, com a adoção do euro em 2019.
A presidente Kolinda Grabar-Kitarovic afirmou em uma entrevista em abril de 2015 à Bloomberg que estava "confiante de que a Croácia adotará o euro até 2020", embora o então primeiro-ministro Zoran Milanović mais tarde se recusasse a se comprometer com esse cronograma para a adoção do euro.
O primeiro-ministro Andrej Plenković disse em novembro de 2017 que a Croácia pretende ingressar no ERM II até 2020 e introduzir inicialmente o euro até 2025. Jean-Claude Juncker, presidente da Comissão Europeia, afirmou em junho de 2019 que "a Croácia está pronta para ingressar no ERM - 2".
Uma carta de intenções para aderir ao ERM II foi enviada em 5 de julho de 2019 ao Banco Central Europeu, assinada pelo Ministro das Finanças Zdravko Marić e pelo Governador do Banco Nacional da Croácia, Boris Vujči. Esta carta representa o primeiro passo oficial para a adoção do euro. A Croácia comprometeu-se a aderir à União Bancária da UE como parte dos seus esforços para aderir ao MTC II. Em 23 de novembro de 2019, o comissário europeu Valdis Dombrovskis disse que a Croácia poderia ingressar no ERM II no segundo semestre de 2020.
A Croácia aderiu ao MTC II em 10 de julho de 2020. O preço central da kuna é fixado em 1 euro = 7,53450 kuna. A data mais próxima para a adoção do euro, que requer dois anos de participação no ERM, é 10 de julho de 2022.

## Data prevista: 1º de janeiro de 2023
O primeiro-ministro Andrej Plenković declarou em 11 de novembro de 2020 que a Croácia pretende adotar o euro em 1º de janeiro de 2023.
Por ocasião do 30º aniversário da independência em junho de 2021, o primeiro-ministro Plenković disse que a ambição do governo é ingressar na zona do euro dentro do prazo. Em setembro, falando na 11ª reunião do Conselho Nacional para a introdução do euro como moeda oficial da Croácia, Plenković disse que a Croácia tinha todo o apoio da Comissão Europeia e do Banco Central Europeu para ingressar na zona do euro. Ele renovou sua confiança de que a Croácia estará pronta para entrar na zona do euro a partir do início de 2023.
Em setembro de 2021, após a reunião do Eurogrupo na Eslovênia, a Croácia assinou um acordo formal (Memorando de Entendimento) com a Comissão Europeia e os estados membros da zona do euro sobre as etapas práticas de cunhagem de moedas de euro croatas. A 7 de dezembro, a Croácia e a Comissão Europeia assinaram um acordo de parceria para organizar campanhas de informação e comunicação, sobre a conversão da kuna para o euro na Croácia.
Em 10 de dezembro de 2021, o ministro das Finanças Marić anunciou que o projeto de lei sobre a introdução do euro na Croácia estava sendo elaborado e poderia ser decidido em meados de janeiro, com sua alteração final prevista para abril de 2022. O anúncio oficial de adesão ao a zona do euro era esperada para meados de 2022. Ele acrescentou: "A partir de 1º de janeiro de 2023, mudaremos para euros e depois teremos mais duas semanas durante as quais as duas moedas poderão ser usadas e os cidadãos poderão continuar pagando em kuna, mas depois disso, os pagamentos serão em euros. Os preços permanecerão em dobro por pelo menos um ano."
Em 14 de dezembro de 2021, o primeiro-ministro Andrej Plenković afirmou que esperava ter uma decisão final da União Europeia, sobre a adesão da Croácia ao Schengen e à zona do euro, em 2022.
Em janeiro de 2022, o primeiro-ministro croata Andrej Plenković anunciou que a partir de 5 de setembro os preços serão cotados em kuna e euro no país e ao longo de 2023. E todos poderão trocar kunas por euros gratuitamente em bancos e correios croatas, em agências de serviços financeiros e sistemas de pagamento em 2023.
Em 13 de maio de 2022, o Parlamento croata votou a favor da proposta de adoção do euro como curso legal.
Em maio de 2022, a Comissão Europeia concluiu uma avaliação do progresso da Croácia. Esperava-se que o conselho de assuntos econômicos da União Européia, ECOFIN, emitisse a decisão oficial de adotar o euro em julho. A Croácia ingressou no ERM II em 10 de julho de 2020, portanto, esta decisão ocorre pelo menos dois anos após a adesão da Croácia ao ERM II
Em 1 de junho de 2022, a Comissão avaliou no Relatório de Convergência de 2022 que a Croácia cumpriu todos os critérios para aderir à zona euro e propôs ao Conselho que a Croácia adotasse o euro em 1 de janeiro de 2023.
Em 16 de junho de 2022, os estados membros da zona do euro recomendaram que a Croácia se tornasse o vigésimo membro. Paschal Donohue, presidente do Eurogrupo, disse: “Tenho o prazer de anunciar que o Eurogrupo decidiu hoje que a Croácia atendeu a todas as condições exigidas para adotar o euro”.
Em 24 de junho de 2022, o Conselho Europeu endossou a proposta da Comissão para a adoção do euro pela Croácia. “Ele apóia a proposta da Comissão de que a Croácia adote o euro em 1º de janeiro de 2023 e pede ao Conselho de Assuntos Econômicos da União Europeia, ECOFIN, que adote rapidamente as propostas relevantes da Comissão”, acrescentou o conselho.
Em 5 de julho de 2022, o Parlamento Europeu aprovou a entrada da Croácia na zona do euro por 539 votos a favor, 45 contra e 48 abstenções. O Parlamento endossou o relatório de Siegfried Mureșan de que a Croácia atendeu a todos os critérios para adotar o euro em 1º de janeiro de 2023.
Em 12 de julho de 2022, o Conselho da União Europeia adotou as três últimas ações legais necessárias para que a Croácia adotasse o euro como curso legal. Assim, a Croácia se tornará o vigésimo membro da zona do euro a partir de 1º de janeiro de 2023. Uma taxa de câmbio fixa foi estabelecida em 1 euro = 7,53450 coroas.
Em 18 de julho de 2022, a Casa da Moeda da Croácia começou a produzir moedas de euro com motivos nacionais croatas.
De 5 de setembro de 2022 a 31 de dezembro de 2023, a exibição de todos os preços em ambas as moedas é obrigatória para evitar aumentos injustificados de preços. O público pode comprar moedas croatas de pequeno valor para se familiarizar com a nova moeda desde 1º de dezembro de 2022, mas essas moedas não podem ser usadas antes de 1º de janeiro de 2023.
Os pagamentos podem ser feitos em ambas as moedas durante as duas primeiras semanas de janeiro de 2023 e, posteriormente, apenas em euros. As moedas de kuna do Banco Nacional da Croácia podem ser resgatadas por três anos após a mudança, enquanto as notas de kuna serão resgatáveis indefinidamente

## design do euro croata
O desenho das imagens no verso das moedas de euro é o mesmo para as moedas emitidas por todos os países, mas cada país pode optar por marcar a identificação do euro na frente que cunha.
Em 21 de julho de 2021, Plenković afirmou que as marcas de identificação nacional nas moedas de euro croatas seriam o tabuleiro de xadrez croata, o mapa da Croácia, Martin (porco), Nikola Tesla e a escrita glagolítica.

## Custo para mudar de kuna para euro
O Ministério das Finanças croata estimou o custo da mudança de kuna para euros em 2 bilhões de kuna. A análise do governo indica que a maior parte do custo será perda de negócios de transferência no sistema bancário, o que deverá aumentar outras despesas bancárias. Existe potencial para aumentos gerais de preços para os consumidores, com riscos gerais simultâneos de conversão de moeda para a maioria dos devedores.